# ジョセフ・A・ヴァレンタイン
ジョセフ・A・ヴァレンタイン（Joseph A. Valentine、1900年7月24日 - 1949年5月18日）は、アメリカ合衆国の撮影監督。

## 参加作品
- 花嫁売ります
- 眠りの館
- ロープ
- ジャンヌ・ダーク
- 失われた心
- 離愁
- 奥様の冒険
- 逃走迷路
- 疑惑の影
- 狼男
- 恋愛十字路
- 凸凹空中の巻
- 凸凹海軍の巻
- 新婚第一歩
- 凸凹お化け騒動
- 青きダニューヴの夢
- ホノルル航路
- 銀の靴
- 庭の千草
- アヴェ・マリア
- 年ごろ
- 巴里の評判娘
- ホノルル航空隊
- オーケストラの少女
- 天使の花園
- ニュース前進曲